# Nymula versicolor
Nymula versicolor är en fjärilsart som beskrevs av Johann August Ephraim Goeze 1879. Nymula versicolor ingår i släktet Nymula och familjen Riodinidae. Inga underarter finns listade i Catalogue of Life.